# Fat Boys (album)
Fat Boys è l'album in studio di debutto del gruppo hip hop omonimo, pubblicato il 29 maggio 1984 e distribuito dalla Sutra Records.
Il primo LP dei Fat Boys raggiunge la top 50 della Billboard 200 e il sesto posto tra gli album R&B/Hip-Hop.

## Recensioni
| Recensione | Giudizio |
| ---------- | -------- |
| AllMusic   | [ 2 ]    |

Alex Henderson per Allmusic dà all'album un voto di quattro stelle e mezzo su cinque, elogiando il prodotto d'esordio dei Fat Boys:
«a causa della loro immagine comica, alcuni appassionati di hip-hop etichettano i Fat Boys come di scarso valore - alcuni, ma non molti. Il fatto è che loro erano stati tra i migliori e più popolari rapper della metà degli anni ottanta. Assieme a Run-D.M.C., LL Cool J e Whodini, i Fat Boys erano il meglio che la (così nominata) "Seconda Generazione" dell'hip hop aveva da offrire [...] Quest'album è un vero classico dell'hip-hop.»

## Tracce
1. Jail House Rap – 8:30 (testo: Damon Wimbley, Darren Robinson, David Reeve, Kurtis Blow, Larry Smith, Mark Morales, Sal Abbatiello)
2. Stick 'Em – 4:26 (testo: Wimbley, Morales)
3. Can You Feel It – 6:38 (testo: Wimbley, Robinson, Blow, Morales, Dave Ogrin)
4. Fat Boys – 6:50 (testo: Wimbley, Robinson, Blow, Morales, Ron Dean Miller, William Waring)
5. The Place to Be – 4:26 (testo: Wimbley, Robinson, Blow, Morales)
6. Human Beat Box – 2:16 (testo: Wimbley, Morales)
7. Don't You Dog Me – 5:50 (testo: Wimbley, Robinson, Blow, Morales, Danny Harris)

Durata totale: 38:56

## Classifiche

### Classifiche settimanali
| Classifica (1984)         | Posizione massima |
| ------------------------- | ----------------- |
| Stati Uniti               | 48                |
| US Top R&B/Hip-Hop Albums | 6                 |

### Classifiche di fine anno
| Classifica (1985)         | Posizione massima |
| ------------------------- | ----------------- |
| Stati Uniti               | 97                |
| US Top R&B/Hip-Hop Albums | 33                |